# Кокоа плямистий
Коко́а плямистий (Xiphorhynchus erythropygius) — вид горобцеподібних птахів родини горнерових (Furnariidae). Мешкає в Мексиці, Центральній і Південній Америці.

## Підвиди
Виділяють п’ять підвидів:
- X. e. erythropygius (Sclater, PL, 1860) — високогір'я центральної і південної Мексики (від крайнього південного сходу Сан-Луїс-Потосі та Ідальго на південь до центральної Оахаки і Герреро);
- X. e. parvus Griscom, 1937 — високогір'я південної Мексики (крайній південний схід Оахаки, Чіапас), Гватемала, крайній північний захід Сальвадору, північ центрального Нікарагуа, локально на півдні Белізу;
- X. e. punctigula (Ridgway, 1889) — від південного сходу Нікарагуа до центральної Панами;
- X. e. insolitus Ridgway, 1909 — центральна і східна Панама (на схід від Зони Каналу) і північно-західна Колумбія;
- X. e. aequatorialis (Berlepsch & Taczanowski, 1884) — західні схили Анд в Колумбії і Еквадорі (на південь до Лохи).

## Поширення і екологія
Плямисті кокоа мешкають в Мексиці, Гватемалі, Белізі, Сальвадорі, Гондурасі, Нікарагуа, Коста-Риці, Панамі, Колумбії і Еквадорі. Вони живуть у вологих рівнинних і гірських тропічних лісах, на узліссях і плантаціях. Зустрічаються на висоті від 300 до 2200 м над рівнем моря, переважно на висоті від 600 до 1800 м над рівнем моря.